# 柯特蘭 (俄亥俄州)
柯特蘭（Kirtland）是美國俄亥俄州湖郡的一座城市。據2010年美國人口普查，柯特蘭有人口6,866人。在1831年至1837年，柯特蘭是早期耶穌基督後期聖徒教會的總部，也是首座耶穌基督後期聖徒教會聖殿柯特蘭聖殿的所在地。